# Christi Himmelfahrt

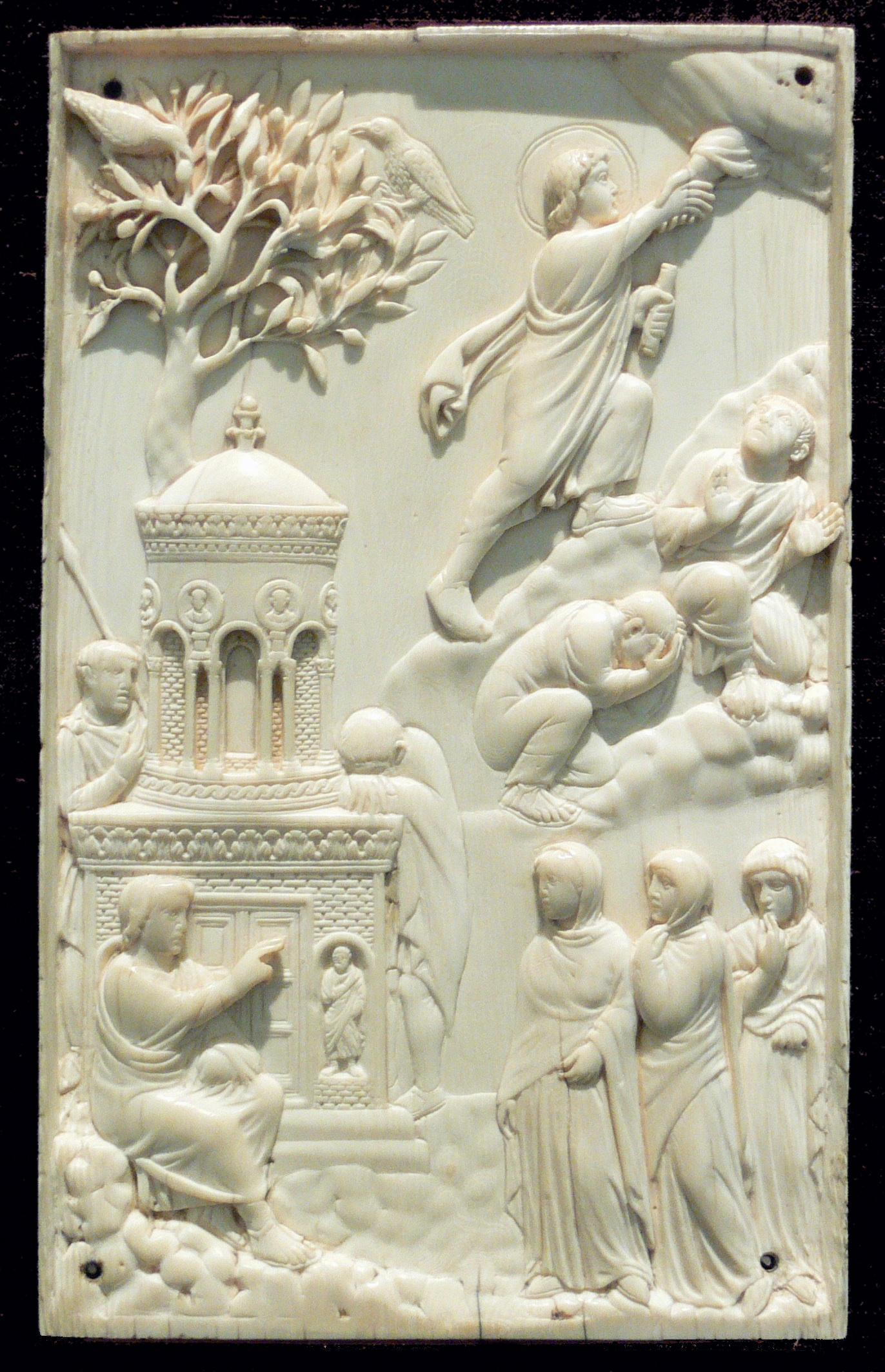
Eine der ältesten Darstellungen der Himmelfahrt als Elfenbeinrelief, Mailand oder Rom um 400 (sogenannte „Reidersche Tafel“, Bayerisches Nationalmuseum, München)

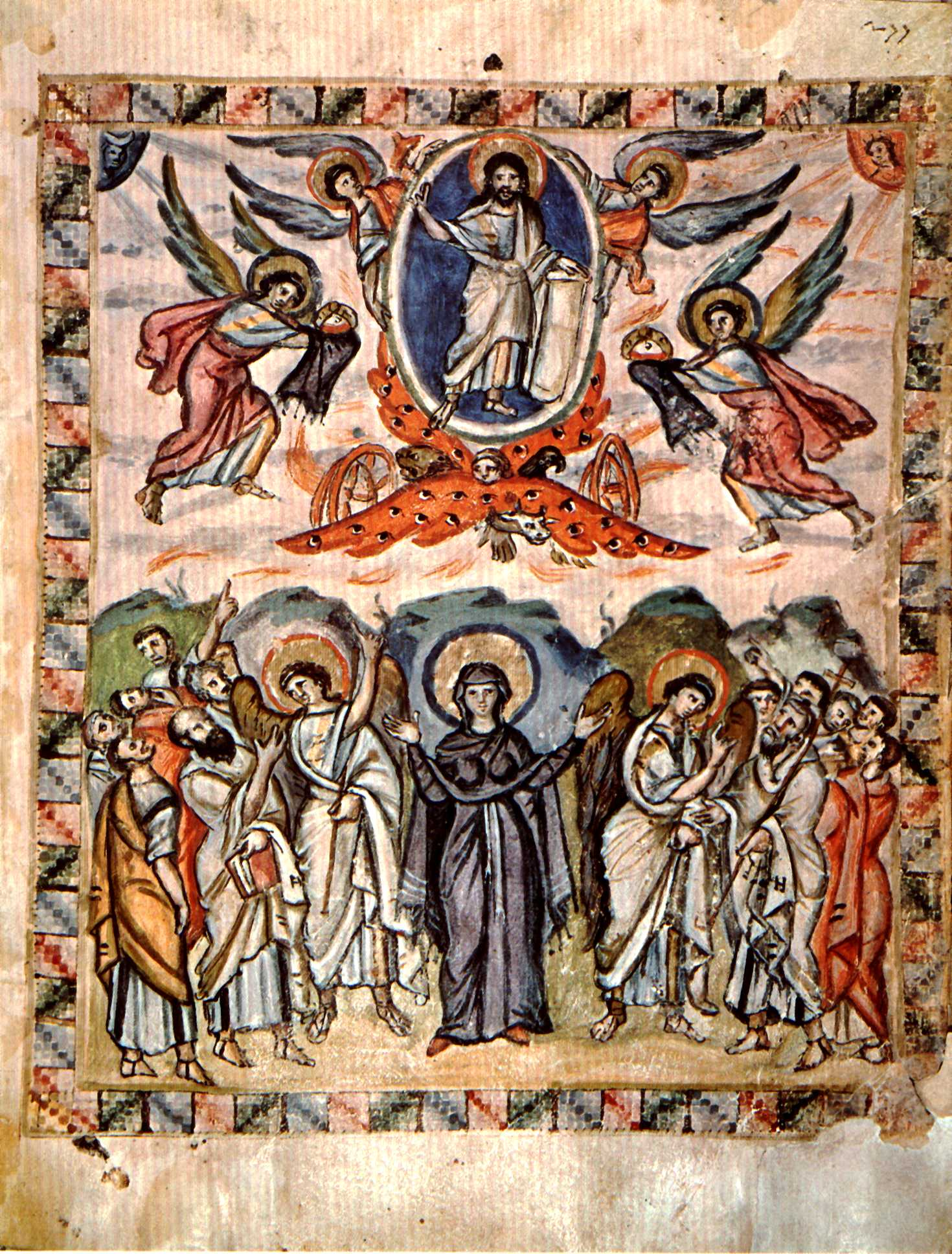
Darstellung der Himmelfahrt im Rabbula-Evangeliar (sechstes Jahrhundert, Folio 13v)

Christi Himmelfahrt (altgriechisch ἡ Ἀνάληψις τοῦ Κυρίου „Análēpsis tou kyríou“‚ die Aufnahme des Herrn‘, lateinisch Ascensio Domini ‚Aufstieg des Herrn‘), in der Deutschschweiz und in Liechtenstein Auffahrt (auch Auffahrtstag und Auffahrttag; alemannisch Uuffert) genannt, bezeichnet im Christentum die Aufnahme und Erhöhung Jesu Christi als Sohn Gottes zu seinem Vater in den Himmel. Christi Himmelfahrt wird am 40. Tag der Osterzeit, also 39 Tage nach dem Ostersonntag gefeiert. Deshalb fällt das Fest immer auf einen Donnerstag.
Die Zeit vor dem Fest Christi Himmelfahrt verbindet sich in Liturgie und Brauchtum der römisch-katholischen Kirche mit den Bitttagen, vielerorts auch mit Bittprozessionen (auch Öschprozessionen genannt).

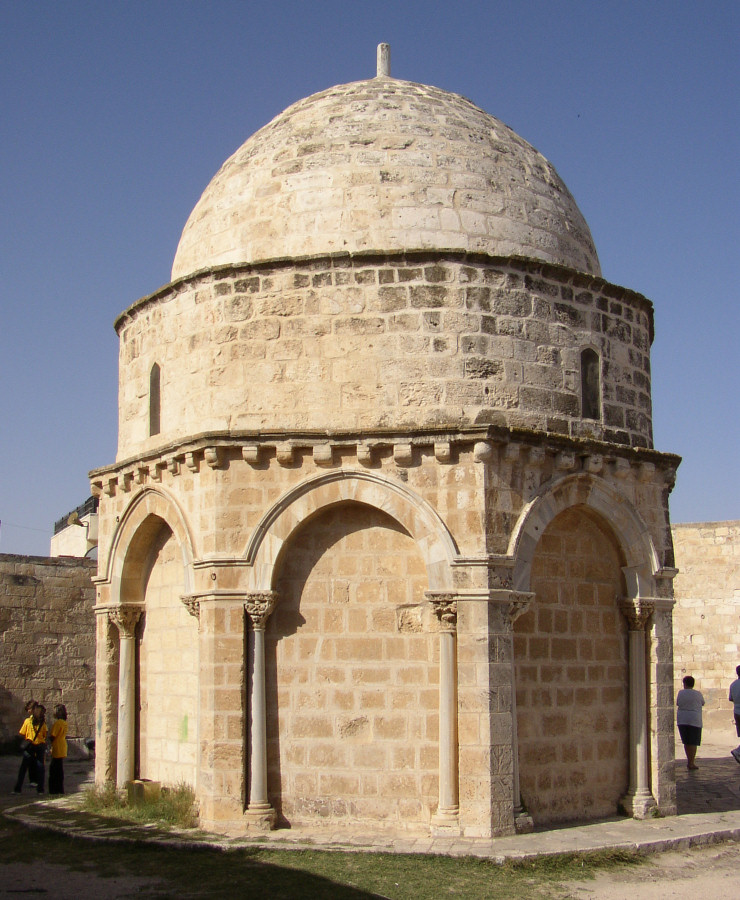
Himmelfahrtskapelle auf dem Ölberg in Jerusalem (um 1150)

## Neues Testament
Eine „Himmelfahrt“ wird nur vom Autor des Lukasevangeliums (24,50–53 ) und der Apostelgeschichte (1,1–11 ) als sichtbarer Vorgang erzählt: Der auferstandene Christus sei vor den Augen seiner Jünger entschwunden und in den Himmel erhoben worden. Eine Erhebung in den Himmel fehlt in wichtigen griechischen Handschriften. Nur in der Apostelgeschichte findet sich die Zeitangabe von vierzig Tagen, während derer der Auferstandene sich zuvor seinen Jüngern gezeigt habe.
Eine Himmelfahrt findet kurze Erwähnung in 1 Petr 3,22 , Heb 4,14  und 9,24  und – nach christlicher Deutung – in Psalm 47  und Psalm 68,19 . Die anderen drei Evangelien enthalten keine Himmelfahrtserzählung, die Erwähnung in Mk 16,19  ist eine spätere Erweiterung des Evangelientextes aus dem 2. Jahrhundert. Auch in den Briefen des Paulus von Tarsus findet sich kein Hinweis auf eine Himmelfahrt unabhängig von der Auferstehung.

### Lukanische Darstellung
Die zwei zentralen Stellen zur Himmelfahrt sind Lk 24,50–51 und Apg 1,3.9–10:
- Apostelgeschichte 1,3.9–10 EU:

„3 Ihnen hat er nach seinem Leiden durch viele Beweise gezeigt, dass er lebt; vierzig Tage hindurch ist er ihnen erschienen und hat vom Reich Gottes gesprochen. […]

9 Als er das gesagt hatte, wurde er vor ihren Augen emporgehoben und eine Wolke nahm ihn auf und entzog ihn ihren Blicken.

10 Während sie unverwandt ihm nach zum Himmel emporschauten, siehe, da standen zwei Männer in weißen Gewändern bei ihnen …“

- Lukas 24,50–51 EU:

„50 Dann führte er sie hinaus in die Nähe von Betanien. Dort erhob er seine Hände und segnete sie.

51 Und es geschah, während er sie segnete, verließ er sie und wurde zum Himmel emporgehoben.“

### Exegese der Darstellung der „Himmelfahrt“ durch Lukas
- In der heutigen Theologie herrscht dahingehend Übereinstimmung, dass „Himmelfahrt“ kein „Ortswechsel“,[7] keine Art „Weltraumstart“[8] ist und Jesus nicht als „Raketenmann“[9] dargestellt werden soll.
- Die von Lukas gewählten „40 Tage“ werden als symbolische Darstellung angesehen, da die 40 Tage einen hohen biblischen Symbolwert haben.[8]
- „Die Wolke, die Jesus den Blicken der Jünger entzieht, ist schon im Alten Testament ein Symbol der machtvollen Erscheinung und Gegenwart Gottes. Gemeint ist also, daß Jesus in die raum- und zeitübersteigende Welt Gottes, in die Herrlichkeit Gottes eingegangen ist.“[8]
- Der „Himmel“ steht nicht für die Atmosphäre, für das Weltall oder für eine „Hinterwelt“ (Nietzsche), sondern symbolisiert den „endgültigen Eintritt der menschlichen Natur in die göttliche Herrlichkeit“.[10] „Gemeint ist nicht ein räumlicher Ort jenseits der Welt, sondern die Lebensgemeinschaft Jesu mit dem Vater und die gemeinsame Ausübung der Gottesherrschaft des Vaters und des Sohnes.“[11]

## Frühchristliche Theologie
Der Glaube an die Himmelfahrt wird in frühchristlichen Texten und Glaubensbekenntnissen bezeugt, z. B. bei Polykarp von Smyrna, Justin und Irenäus von Lyon. Der Glaube an die Himmelfahrt wird bereits im Romanum, dem Vorläufer des Apostolicums und des Nicäno-Konstantinopolitanums ausgedrückt:

„Ich glaube an [...] Jesus Christus, der [...]
am dritten Tag von den Toten auferstand,
aufstieg in den Himmel und
zur Rechten des Vaters sitzt,
von dort wird er kommen, zu richten die Lebenden und die Toten.“

## Auferstehung und Himmelfahrt
Das Verhältnis von Auferstehung und Himmelfahrt Christi war und ist Gegenstand theologischer Debatte. In traditioneller Theologie gibt es eine deutliche Abgrenzung zum Osterfest, an dem die Auferstehung Jesu Christi am dritten Tag nach seinem Tode gefeiert wird. Jesus stieg nach seinem Kreuzestod zunächst in ein „in der Tiefe“ lokalisiertes Jenseits hinab („hinabgestiegen in das Reich des Todes“, siehe auch Höllenfahrt Jesu), aus dem er am dritten Tage wieder zu den Lebenden auferstand. Die Himmelfahrt Jesu bezeichnet demgegenüber das später folgende Ereignis, dass Jesus leiblich ins Jenseits gelangte, ohne (nochmals) zu sterben und ohne einen Leichnam zurückzulassen. Bei dieser Himmelfahrt stieg er in ein „in der Höhe“ gelegenes Jenseits auf (siehe Himmel). Hält man sich an die einzige konkrete Zeitangabe in der Bibel, so vergingen zwischen Auferstehung und Himmelfahrt 40 Tage (Apg 1,3.9f ), wenngleich Lk 24,51  eine Himmelfahrt am Ostertage nahezulegen scheint. Daher wird das Fest Christi Himmelfahrt 40 Tage nach Ostern gefeiert.
Viele Theologen betonen heute umgekehrt die Gemeinsamkeit von Auferstehung und Himmelfahrt. Nach Conzelmann/Lindemann besteht kein prinzipieller Unterschied zwischen Auferweckung und Erhöhung Jesu: „Generell gilt, daß Jesu Auferweckung niemals als bloße Wiederbelebung seines Leichnams […] verstanden worden ist; das Ostergeschehen bedeutet Jesu Einsetzung in eine einzigartige Würde (vgl. Röm 1,3f ), also im Grunde Auferweckung und Erhöhung zugleich. Das gilt auch dort, wo wie im Hymnus Phil 2,6–11  nur von der Erhöhung, nicht aber von der Auferweckung die Rede ist, oder wo umgekehrt eine explizite Erhöhungsaussage fehlt (vgl. 1 Kor 15,4 f. ). Zwar ist jeweils der Akzent verschieden gesetzt; aber ein prinzipieller Unterschied besteht nicht.“
„Erst später werden Auferweckung und Erhöhung (Himmelfahrt) bewusst voneinander getrennt, ohne dass es jedoch zu einer einheitlichen Sicht gekommen wäre (nach Lk 24,51  erfolgte die Auffahrt in den Himmel am Ostertag, nach Apg 1,3.9 f.  erst vierzig Tage danach). […] Später wird unterschieden zwischen den eigentlichen Ostererscheinungen auf Erden (Lk 24 ; Apg 1 ) und den anderen Erscheinungen Christi vom Himmel her (Apg 7,55 f. ; Apg 9,3 ff. ).“ Das Grundereignis ist der Sieg. Gott zieht seinen Sohn heraus und empor. Dies ist ein Triumph über alle Mächte dieser Welt, ein Triumph, an dem alle Christen Anteil haben.

## „Erhöhung“ Christi „zur Rechten Gottes“
Aus Sicht der heutigen Theologie meinen „Erhöhung“ Christi und „Himmelfahrt“ Christi „sachlich dasselbe“. „In der lukanischen Christologie werden Auferstehung und Himmelfahrt durch ein zeitliches Interstitium von 40 Tagen voneinander abgehoben, nicht aber sachlich voneinander abgelöst. Die Himmelfahrt fällt zusammen mit der letzten Ostererscheinung“.
Der Ausdruck, dass Christus „zur Rechten Gottes sitzt“ ist „selbstverständlich bildlich gemeint“. Das Bild knüpft an die antike Vorstellung an, dass zur Rechten eines Königs etc. „gewissermaßen der Kanzler oder der Regierungschef sitzt“. „Es soll damit gesagt werden, daß Jesus Anteil erhalten hat an der Herrlichkeit, Herrschaft, Macht und Göttlichkeit Gottes. Er ist nun ‚der Herr‘ bzw. ‚unser Herr‘ (vgl. 1 Kor 1,9; 6,17 u. a.). Die Erhöhung bedeutet also die Einsetzung Jesu in Gott-gleiche Machtstellung.“

„Unter der Rechten des Vaters verstehen wir die Herrlichkeit und die Ehre der Gottheit, in welcher der Sohn Gottes als Gott wesensgleich mit dem Vater von Ewigkeit her existiert und in der er nun, nachdem er in den letzten Zeiten Fleisch geworden, auch dem Leibe nach sitzt, da sein Fleisch mitverherrlicht ist“

Dies wird als Erfüllung der Vision des Propheten Daniel (Dan 7,14) und in eschatologischer Analogie als „Fortsetzung“ der Erhöhung Christi am Kreuz interpretiert:

„Er entäußerte sich und wurde wie ein Sklave und den Menschen gleich. Sein Leben war das eines Menschen; er erniedrigte sich und war gehorsam bis zum Tod, bis zum Tod am Kreuz. Darum hat ihn Gott über alle erhöht und ihm den Namen verliehen, der größer ist als alle Namen“

Aus diesem Grund wird in Evangelischen Kirchen Philipp Friedrich Hillers (1699–1769) Choral Jesus Christus herrscht als König dem Fest Christi Himmelfahrt zugeordnet.

## Liturgie und Brauchtum

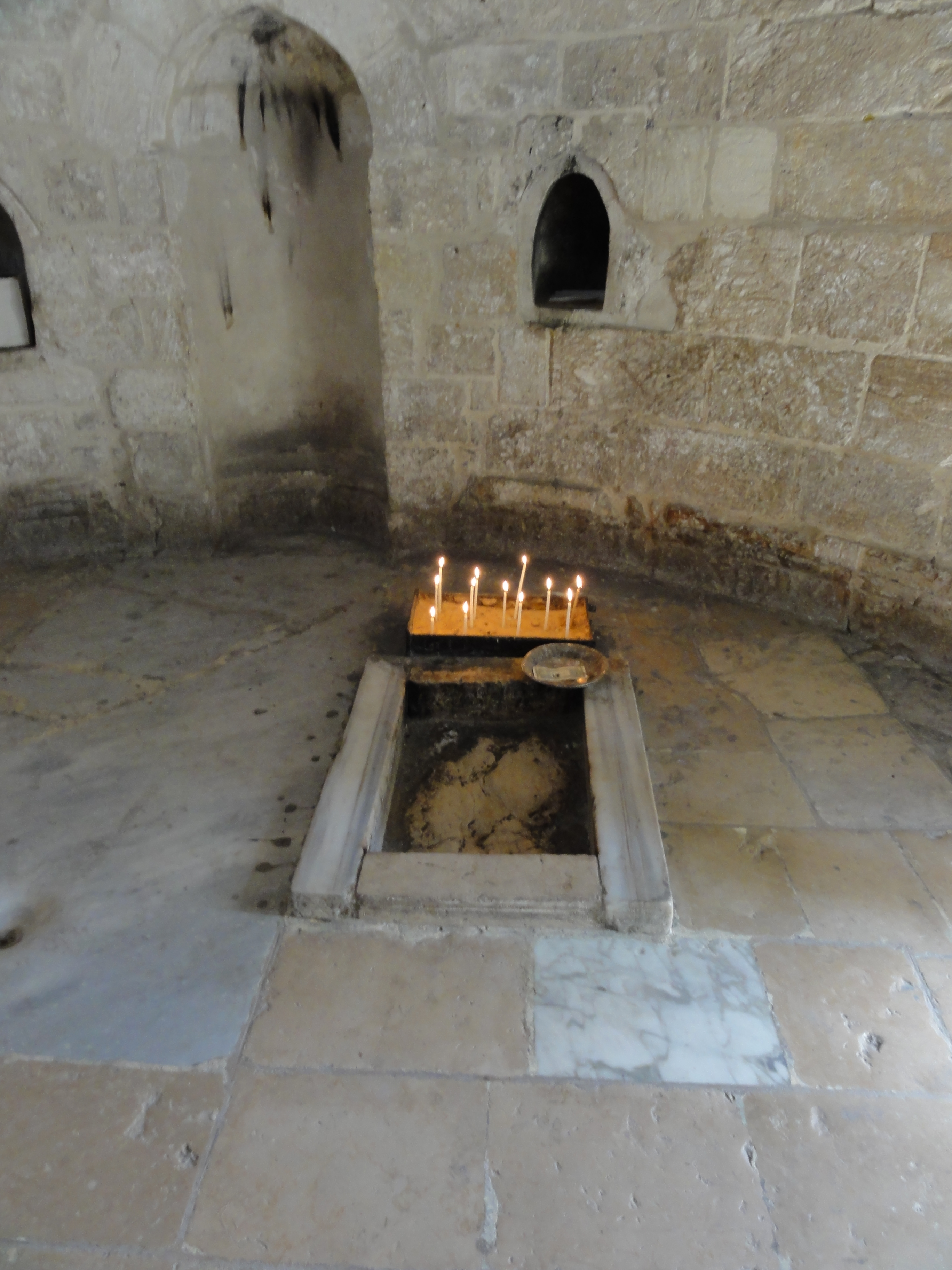
Letzter Fußabdruck Christi in der Himmelfahrtskapelle

Das Hochfest der Ascensio Domini ist in der Liturgie von Jerusalem seit 383/384 durch das Itinerarium der Pilgerin Egeria bezeugt. Gemäß den lukanischen Texten ist der Termin vierzig Tage nach Ostern bzw. zehn Tage vor Pfingsten. Die drei Tage vor Christi Himmelfahrt werden als Bitttage (lateinisch Rogationes oder Litaniae minores „kleine Litaneien“) mit den sogenannten Bittprozessionen begangen, Feldumgängen als Fürbitte um eine gute Ernte. Die Bitttage stehen in einer gewissen Spannung zum freudigen Charakter der Osterzeit, die liturgisch mit dem Pfingstfest endet. In Schwaben werden feierliche Bittprozessionen am Himmelfahrtstag „Oeschprozession“ (von altdeutsch esch „Getreideteil der Gemarkung“) genannt. Bis 1955 wurde der Vortag von Christi Himmelfahrt als Vigil begangen.
In Erftstadt-Gymnich findet zu Christi Himmelfahrt der Gymnicher Ritt statt, eine Flurprozession, an der Reiter und Fußpilger teilnehmen. Auch am Freitag nach Christi Himmelfahrt, dem „Hagelfreitag“ oder „Schauerfreitag“, oder am folgenden Sonntag waren mancherorts Prozessionen üblich. Die Himmelfahrtswoche wurde deshalb auch als Gangwoche, Betwoche, Bittwoche oder Kreuzwoche bezeichnet, weil den Prozessionen das Kreuz vorangetragen wurde. Neben „Bewahrung der Schöpfung“ in Weiterführung der ursprünglich agrarischen Ausrichtung können heute auch Arbeit für alle, Frieden, Brot für die Welt und Ehrfurcht vor dem menschlichen Leben Motive der Bittprozessionen sein.
Im katholischen Brauchtum einiger Gegenden (z. B. im bayerischen Mittenwald oder im Kloster Neustift in Südtirol) wird die Statue des Auferstandenen an Christi Himmelfahrt durch das „Heiliggeistloch“ auf den Kirchenspeicher gezogen. Mancherorts rieselten anschließend aus dem Heiliggeistloch Blüten, Blumen oder Heiligenbildchen auf die Gläubigen in der Kirche hinab. Die neun Tage zwischen Christi Himmelfahrt und Pfingsten sind die Zeit der Pfingstnovene, in der besonders um die Gaben des Heiligen Geistes gebetet wird.

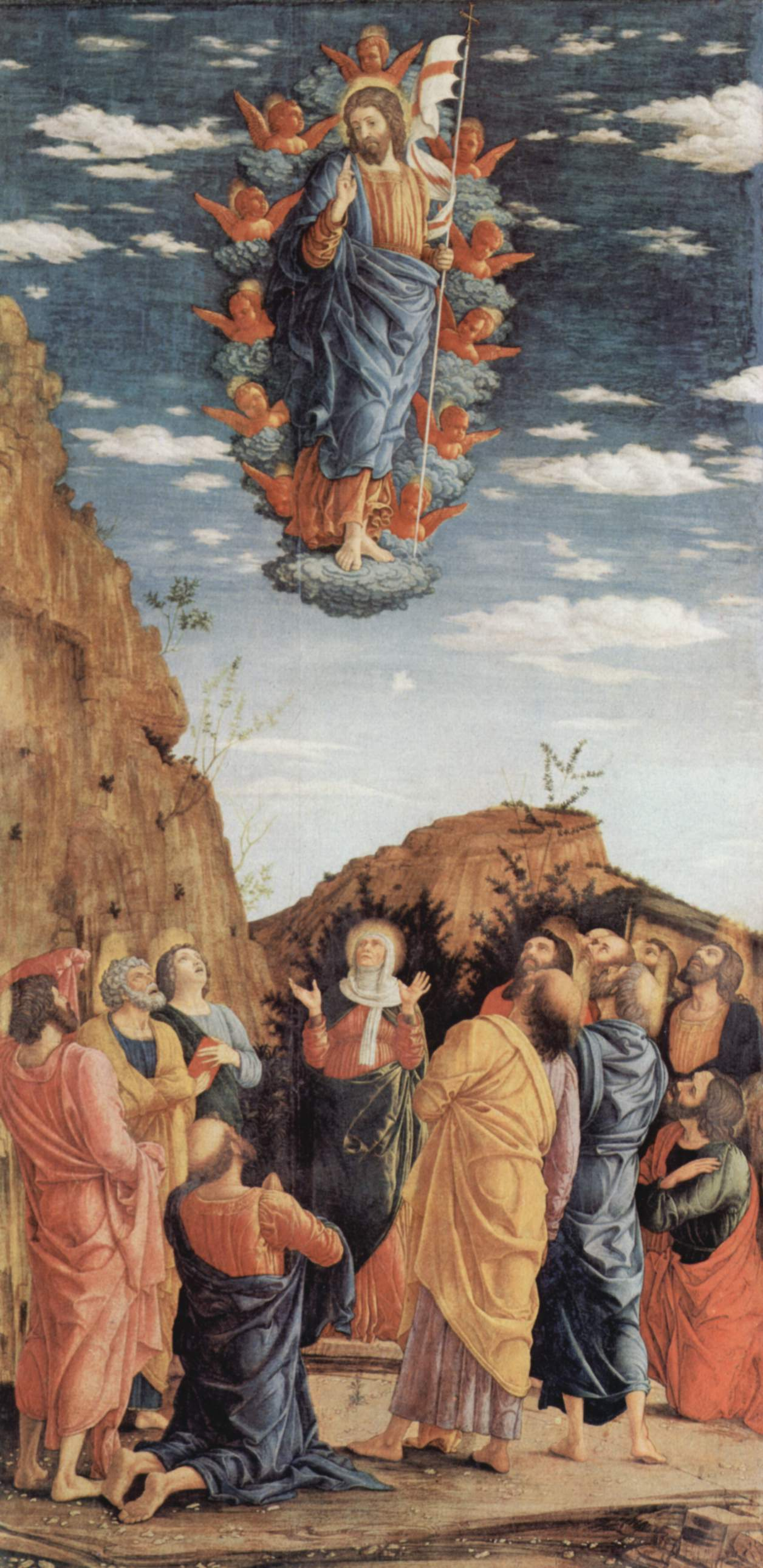
Christus in der Mandorla, von Engeln getragen. Tempera auf Holz von Andrea Mantegna (um 1461)

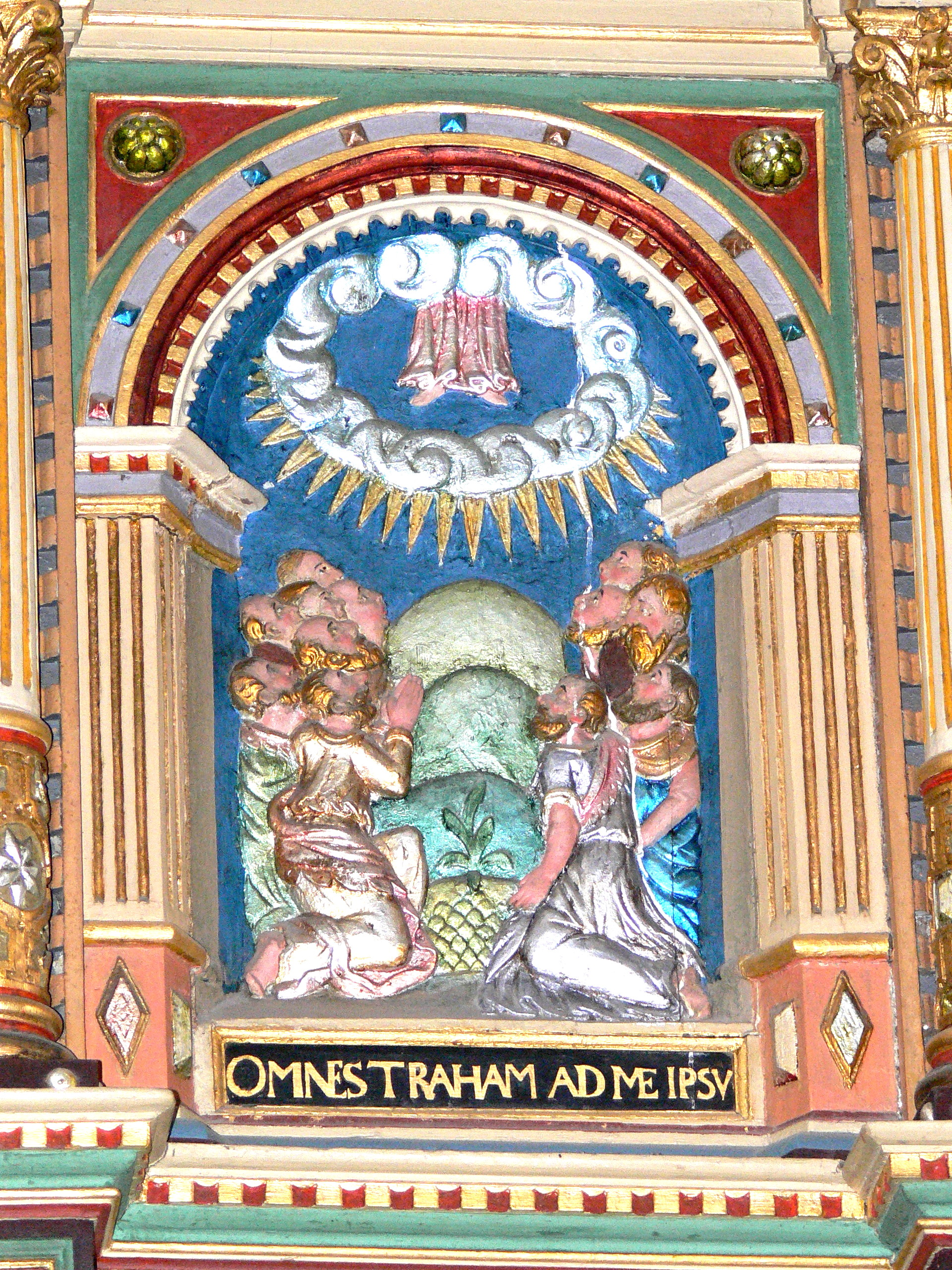
Entschwindender Christus mit der Inschrift „Omnes traham ad me ipsum“ („Alle werde ich an mich ziehen“, 1597), Dom zu Ribe

Zahlreiche evangelische Kirchengemeinden in Deutschland feiern an Christi Himmelfahrt einen Gottesdienst im Freien oder verbinden diesen mit einer Wanderung oder einem Ausflug.
In den Kirchen des byzantinischen Ritus endet mit dem Vortag des Himmelfahrtsfestes die Osterzeit. Die Göttliche Liturgie wird noch einmal gefeiert wie am Ostersonntag, nur die Lesungen sind andere. Zum Abschluss wird in einer feierlichen Prozession das Epitaphion (Grabtuch) vom Altar weggetragen, auf dem es, für die Gläubigen sichtbar, die ganze Osterzeit hindurch als Symbol des leeren Grabs lag.
Die Texte des Himmelfahrtstages selbst sind Ausdruck von Freude: Die Auffahrt in die Höhe wird als Triumph über das Irdische und Eingang in die Herrlichkeit des Vaters verstanden und verbindet sich mit der freudigen Erwartung der Sendung des Geistes. Das Kontakion drückt das Festgeheimnis mit diesen Worten aus: „Nachdem du für uns den Heilsplan erfüllt und das Irdische mit dem Himmlischen wieder vereint hast, fuhrst du empor in Herrlichkeit, Christus unser Gott. Nicht aber bist du von uns fortgegangen, nein, ungetrennt rufst du denen, die dich lieben, zu: Ich bin bei euch und niemand kann gegen euch sein.“

## Ikonographie
In der frühchristlichen Katakombenmalerei findet sich das Himmelfahrtmotiv nicht. Ab dem vierten Jahrhundert entfaltet es sich in unterschiedlichen Spielarten:
- Christus schreitet gen Himmel und wird von der Hand Gottes in Empfang genommen.
- Ab dem sechsten Jahrhundert ist Christus – auch bei Himmelfahrtsdarstellungen – von einer Mandorla umgeben, die meist von vier Engeln himmelwärts gehoben wird.
- Um 1000 kommt der Typ des entschwindenden Christus auf. Dabei bleiben oft nur die Beine oder Füße samt dem Fußabdruck sichtbar, ab dem 14. Jahrhundert nur noch die Fußabdrücke.

In der katholischen Ikonographie der Barockzeit tritt das Motiv Christi Himmelfahrt zugunsten der Aufnahme Mariens in den Himmel und der Verherrlichung anderer beliebter Heiliger etwas zurück.

## Musikalische Verarbeitung
- Johann Sebastian Bach: Oratorium Lobet Gott in seinen Reichen (sog. Himmelfahrtsoratorium), BWV 11
- Carl Philipp Emanuel Bach: Oratorium Die Auferstehung und Himmelfahrt Jesu, Wq 240 (H 777)

## Termin
Das Fest Christi Himmelfahrt wird in der Liturgie der katholischen Kirche, der orthodoxen Kirche und der anglikanischen Kirche als Hochfest begangen. Das Datum des Hochfestes ist vom Datum des beweglichen Osterfestes abhängig. Der frühestmögliche Termin ist der 30. April, der späteste der 3. Juni.
Christi Himmelfahrt in den Jahren von 2018 bis 2032:
- 2018: 10. Mai
- 2019: 30. Mai
- 2020: 21. Mai
- 2021: 13. Mai
- 2022: 26. Mai
- 2023: 18. Mai
- 2024: 9. Mai
- 2025: 29. Mai
- 2026: 14. Mai
- 2027: 6. Mai
- 2028: 25. Mai
- 2029: 10. Mai
- 2030: 30. Mai
- 2031: 22. Mai
- 2032: 6. Mai

## Feiertag
Christi Himmelfahrt ist ein gesetzlicher Feiertag in Deutschland, außerdem in der Schweiz (dort als Auffahrt bezeichnet), in Österreich sowie in Belgien, Dänemark, Finnland, Frankreich, Grönland, Haiti, Indonesien, Island, Kolumbien, Liechtenstein, Luxemburg, Madagaskar, Namibia, den Niederlanden, Norwegen und Schweden.
In Italien, Polen und Ungarn wurde das Fest als gesetzlicher Feiertag abgeschafft und wird nur am darauffolgenden Sonntag kirchlich begangen. In Italien laufen Bemühungen, Christi Himmelfahrt erneut als gesetzlichen Feiertag einzuführen.
In Deutschland entwickelte sich der religiöse arbeitsfreie Feiertag im profanen Brauchtum zum „Vatertag“, vor allem in Ostdeutschland auch als Herrentag bezeichnet. An diesem Tag gibt es Bräuche wie die „Herrenpartie“: Kutschfahrten oder Wanderungen in die Natur, gerne mit Bollerwagen, u. a. mit Alkoholkonsum, oder Tagesausflüge mit der Familie.
In Aachen wird jährlich an Christi Himmelfahrt im Aachener Rathaus der Karlspreis verliehen. Eine Ausnahme wurde im Jahr 2023 gemacht, als die Preisverleihung an das ukrainische Volk und den ukrainischen Präsidenten Wolodymyr Selenskyj während dessen Staatsbesuchs in Deutschland um einige Tage vorgezogen wurde.
2008 fiel Christi Himmelfahrt auf den „Tag der Arbeit“ (1. Mai). Dies ist aber nur sehr selten der Fall, zuvor im Jahr 1913 (der „Tag der Arbeit“ ist in Deutschland aber erst seit 1933 Feiertag) und danach wieder 2160.